# アミタケ
アミタケ（網茸、学名: Suillus bovinus）はイグチ目ヌメリイグチ科ヌメリイグチ属に分類される小型から中型のキノコである。初秋に、海岸のクロマツ林や内陸のアカマツ林などの地上に生える。黄褐色の傘の表面は強い粘り気があり、裏側には網状になった粗い管孔があるのが特徴で、和名の由来にもなっている。食用キノコのひとつで、煮れば赤紫に色が変わる。地方名として、アミコ、アミモタシ、イグチ、シバタケ、スイトウシ（鳥取県）、ハチス、ホンイグチの地方名でよばれる。

## 分布
北半球の温帯以北（ユーラシア・北アフリカ・東アジア）に産するが、アメリカ大陸には分布しない。日本では、北海道から沖縄まで広く分布する。オーストラリアでも採集されるが、これはマツ属の樹木の植栽に伴って帰化したものである可能性がある。
海岸のクロマツ林や山地のアカマツ林、人里のマツが生えている公園や林道沿いなどに生える身近なキノコとして知られる。

## 形態
子実体は傘と柄からなる。傘は、はじめ半球形からまんじゅう形、成菌になるとほぼ平らに開き、中央がやや窪み、傘の周辺がやや反り返った扁平になる。径3 - 11センチメートル (cm) 程度、色は赤褐色か黄褐色（黄土色）ないし肉桂色で、湿っていると著しい粘性を示し、表皮は剥げにくい。乾くと光沢を現す。肉は薄く、類白色（クリーム色）から淡鮭肉色（肌色）でやわらかく、傷がついて空気にふれても変色しない。
傘裏面の子実層托は管孔状で、管孔部は大きくて浅く、放射状に並ぶ大小不ぞろいの長い楕円形や多角形をなし、高い肋をもち全体にがたがたしている。管孔は幼時は淡黄色であるが、成熟すれば黄土色か帯オリーブ褐色となり、管孔層は柄に直生か垂生し、かさの肉から分離しにくい。
柄はほぼ上下同大または基部が僅かに細まる円柱状で、長さ3 - 8 cm、径5 - 10ミリメートル (mm) 程度、くすんだ肌色あるいは淡い黄褐色、粒点や網目を生じることなくほとんど平滑で粘性はない。ツバやツボはなく、棒状でかたく中実で、折るとポキッと音がする。
胞子紋はオリーブ褐色を呈する。担子胞子は細長い紡錘状楕円形で大きさ9 - 12.5 × 3 - 4マイクロメートル (μm) 、表面は平滑、顕微鏡下では黄褐色を呈し、非アミロイド性、時に1 - 3個の油滴を含む。縁・側シスチジアはこん棒状ないし円柱状をなし、特に乾燥した子実体では内容物が暗褐色を呈する。かさの表皮層は、ゼラチン質に埋もれつつ匍匐した菌糸で構成され、その細胞壁の外面には、暗褐色の色素粒が膠着する。すべての菌糸はかすがい連結を欠いている。

## 生態
外生菌根菌。主として夏の終わりから中秋にかけて、アカマツ・クロマツなどの二針葉マツの樹下に点々と群生する。これらの樹木の細根と菌糸とが結合し、典型的な外生菌根を形成する。ヌメリイグチ科のキノコの中でも、アミタケは群生することから、比較的見つけやすいキノコのひとつでもある。

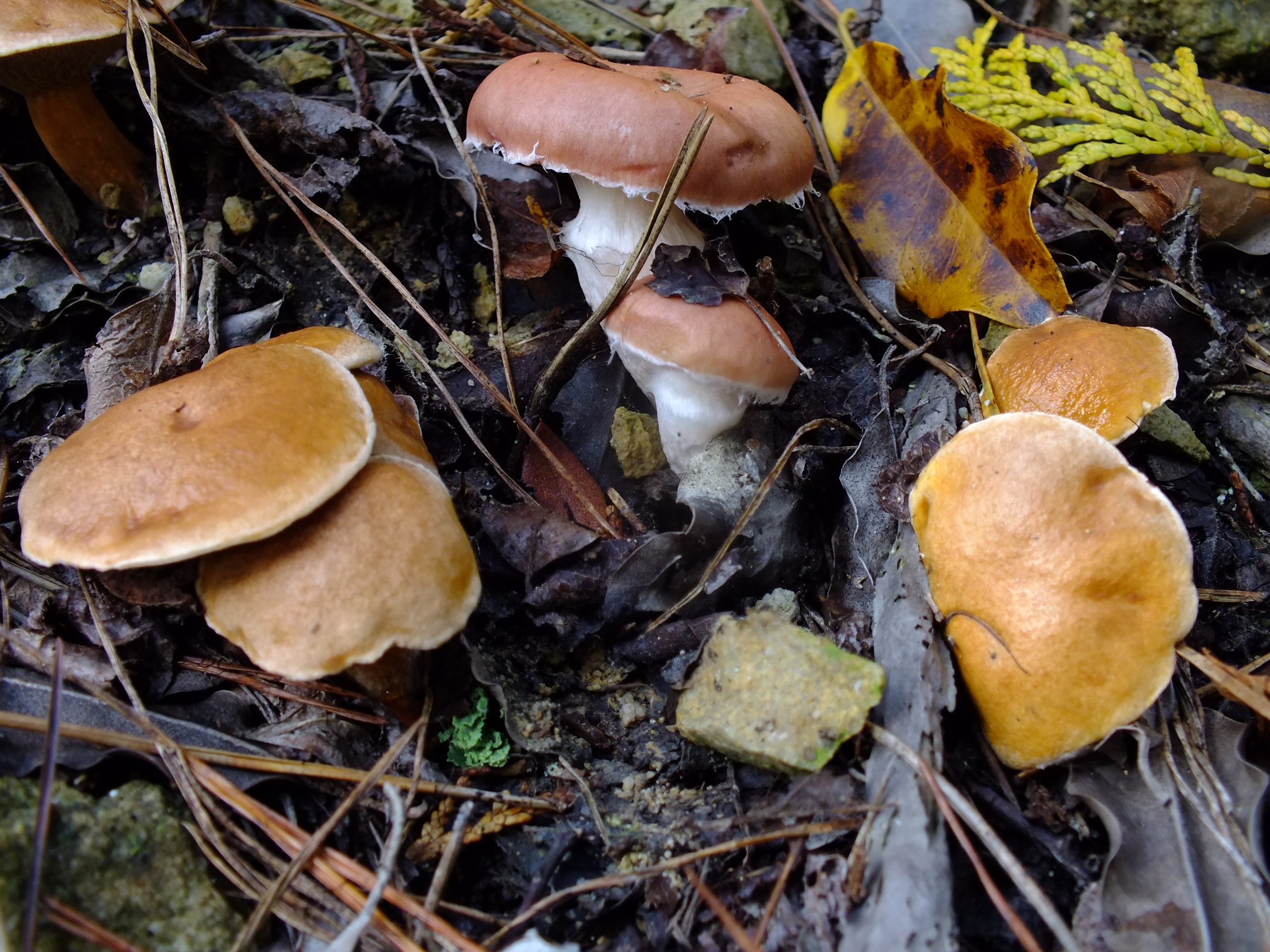
しばしば、アミタケの周辺にはオウギタケ（中央上）が一緒に生える。

アミタケの子実体の周辺には、しばしばオウギタケが混じって発生することがある。オウギタケが、地下に存在するアミタケの菌糸（あるいはその遺骸）を栄養源として利用しているのではないかと考えられている。
また、老成した子実体上には、子嚢菌類の一種であるHypomyces transformans Peck（ヒポミケス属）が発生することがある。寄生されたアミタケの子実体は、薄いフェルト状で黄色ないし淡黄褐色を呈する菌糸のマットに包まれ、その上に鈍い橙褐色あるいは黄褐色で微粒状をなしたH. transformans の子嚢殻が多数密生する。しばしば、管孔も完全に菌糸のマットにふさがれて、一見したところアミタケとは思えない形状を呈することがある。
人工培地上での胞子の発芽率はごく低く（0-0.01%程度）、発芽したとしても培地上に胞子を置床してから一カ月以上を有するという。無菌的に育てたマツの苗とともに、培地上で二員培養しても、その発芽率は 0.01%程度であるが、酵母の一種（Rhodotorula glutinis)や、組織培養によって得たアミタケの純粋培養株とともに二員培養すると、発芽率が 0.01-0.1%程度に向上するとともに、胞子を培地上に置床してから発芽するまでの日数も一カ月以内に短縮されるとの実験結果がある。

## 類似種
同属に置かれるチチアワタケは、外観がよく似ており、発生環境も共通するためにしばしば混同されているが、かさの裏面の管孔がアミタケと比較して小さくて丸いことや、加熱しても赤紫色に変色しないことなどにおいて異なる。同じくアカマツやクロマツの林内に普通に見出されるヌメリイグチは、柄に灰紫色ないし紫褐色のつばを備える点で区別される。

## 食用としての利用

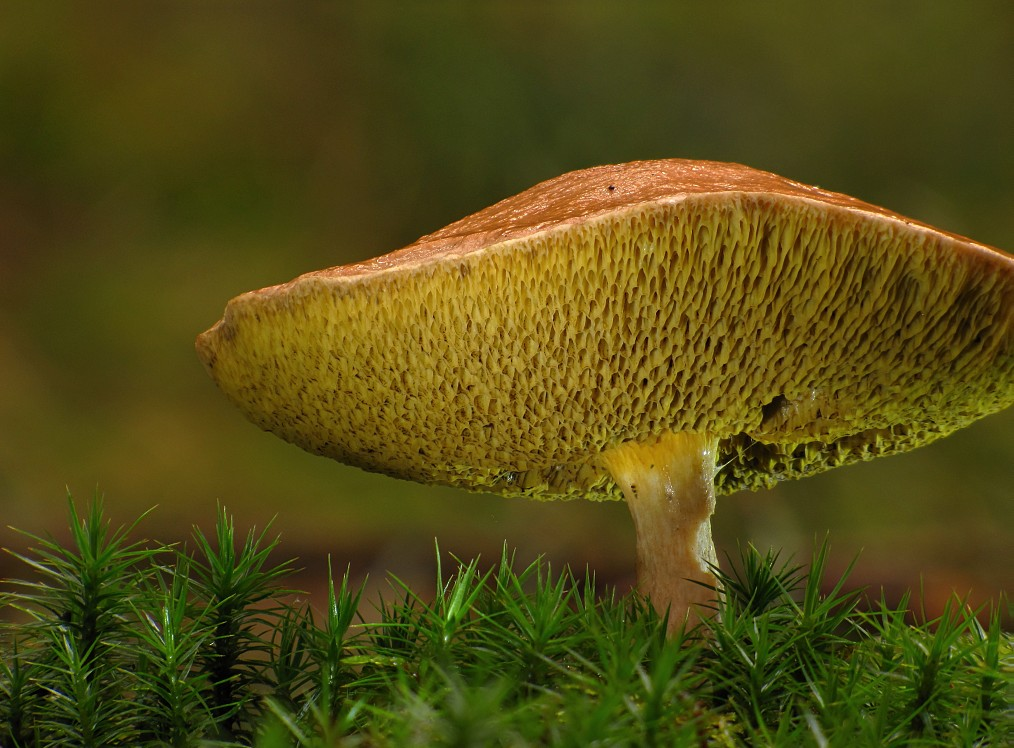
傘の裏の管孔はオリーブ色で、放射状の編み目のように見える。

食用キノコで、ぬめりを生かし、茹でて下処理をしてキノコ汁の具や味噌汁に加えたり、すき焼き、大根おろし和え、酢の物にするほか、煮物や鍋物などに加えたりすることもある。和風・洋風いずれの汁物や煮物、鍋物にも合う。調理のため加熱すると、全体が黄色から赤紫色に変色するが問題なく、さらにぬめりが強くなる。歯切れや舌触りも良く、クセがない風味で、のどごしが滑らかである。
兵庫県ではシバハリと呼ばれ、一度乾燥させた後に黒豆と一緒に炊くのが定番の食べ方である。
ヨーロッパの中世の騎士階級はアミタケよりキシメジを高貴な品と見なし、アミタケを農民階級向けと考えていたというが、実際には農民にもあまり好まれていなかった。

### 採取
紛らわしい毒キノコが存在せず、独特のぬめりが好まれ、大きな群落に出会ったときは収穫量も多く、日本ではキノコ狩りのベテランから初心者まで幅広い人気がある。傘が開ききったり、乾燥しているような老菌は食用にしない。小さな虫の幼虫が入っていることが多く、調理前に中を裂いて確認したほうがよい。たくさん採れたときは、塩蔵しておくこともできる。

## 人工栽培
本種は、グルコースおよび無機塩類とビタミン（ピリドキシン・ビオチン・アデニン硫酸塩など）を含んだ培地を用いて培養することができ、生育はpH5付近でもっとも良好である。多くの外生菌根形成菌の培地上での発育を促すニコチン酸・チアミン塩酸塩などは、むしろ阻害的に働くという。
滅菌した種子を発芽させて育成したアカマツの無菌苗に、アミタケの培養菌糸体を接種することにより、苗の細根に外生菌根を形成させる試みが行われ、いちおうの成功をみてはいるが、この苗をマツ林に移植してアミタケの子実体を発生させるにはいたっていない。アカマツ林の下草および腐植層を除去した後、粉砕したアミタケの子実体の水懸濁液を散布することによる増産の試みもなされているが、まだ技術的な確立をみたとはいえない。